# Azara (Huesca)
Azara es un municipio de la comarca Somontano de Barbastro en la provincia de Huesca, situado en medio de un valle denominado de Alferche, a la derecha del barranco de La Clamor, circundado por piedras areniscas entre las que sobresale por su elevación la llamada Peña de Santa Margarita, dista de Huesca 40 km.

## Toponimia
El término Azara proviene del árabe الصخرة, AȘ-ȘAXRA, "la peña", sin duda refiriéndose a la peña que preside la población

## Historia
- Hasta 1104 era de ralengo, por tener tenentes (UBIETO ARTETA, Los Tenentes, p. 1224889)
- En 1566 era de la orden del Hospital (DURÁN, Un Informe, p. 295)
- En 1610 era de la orden del Hospital (LABAÑA, p. 92)

## Administración y política
| Período   | Alcalde                        | Partido |  |
| --------- | ------------------------------ | ------- |  |
| 1979-1983 | Antonio Cuscujuela Torres      | UCD     |  |
| 1983-1987 |                                |         |  |
| 1987-1991 |                                |         |  |
| 1991-1995 |                                |         |  |
| 1995-1999 |                                |         |  |
| 1999-2003 |                                |         |  |
| 2003-2007 | Santos Larroya Domper          | PSOE    |  |
| 2007-2011 |                                | PSOE    |  |
| 2011-2015 | Jerónimo Santos Larroya Domper | PSOE    |  |
| 2015-2019 | Jerónimo Santos Larroya Domper | PSOE    |  |

| Partido político    | Partido político                                   | 2003   | 2007   | 2011   | 2015   |
| Partido político    | Partido político                                   | Ediles | Ediles | Ediles | Ediles |
|                     | Partido de los Socialistas de Aragón (PSOE-Aragón) | 4      | 3      | 3      | 4      |
|                     | Partido Popular de Aragón (PP)                     | 1      | 2      | 2      | 1      |
|                     | Partido Aragonés (PAR)                             | —      | —      | 0      | 0      |
|                     | Chunta Aragonesista (CHA)                          | 0      | 0      | —      | —      |
| Total de concejales | Total de concejales                                | 5      | 5      | 5      | 5      |

## Demografía
Azara cuenta con una población de 164 habitantes (INE 2024).
| Gráfica de evolución demográfica de Azara entre 1842 y 2021                                                         |
| |
| Población de derecho según los censos de población del INE Población de hecho según los censos de población del INE |

## Monumentos
- Iglesia de Santa Lucía
- Castillo de Azara: Peña/Piedra Santa Margarita (Azara) Era un antiguo castillo perteneciente a los árabes. Tuvo por tenente a Barbatuerta inmediatamente después de la reconquista (1101-4), y en tiempos de Labaña (1610) pertenecía a los Sanjuanistas de Barbastro.

## Economía

### Evolución de la deuda viva municipal
| Gráfica de evolución de Deuda viva del Ayuntamiento de Azara entre 2008 y 2019                                |
| |
| Deuda viva del Ayuntamiento de Azara en miles de Euros según datos del Ministerio de Hacienda y Ad. Públicas. |

## Fiestas
- Día 13 al 16 de diciembre en honor a Santa Lucía.
- Lunes de Pascua.
- Jornadas Culturales de Junio.

## Personas destacadas
- Melchor Escudero Claver
- Francisco Escudero y Azara